# Corey Cogdell
Corey Cogdell (ur. 2 września 1986 r. w Palmer) – amerykańska strzelczyni specjalizująca się w trapie, dwukrotna brązowa medalistka olimpijska.

## Igrzyska olimpijskie
Na igrzyskach olimpijskich w 2008 roku w Pekinie zdobyła brązowy medal w konkurencji trap. Cztery lata później w Londynie zakończyła rywalizację w kwalifikacjach na 11. miejscu. W 2016 roku podczas igrzysk olimpijskich ponownie zdobyła brązowy medal, pokonując w pojedynku o trzecie miejsce Hiszpankę Fátimę Gálvez.
| Igrzyska | Miejscowość    | Konkurencja | Kwalifikacje | Kwalifikacje | Półfinał | Półfinał | Finał | Finał   |
| Igrzyska | Miejscowość    | Konkurencja | Wynik        | Pozycja      | Wynik    | Pozycja  | Wynik | Pozycja |
| -------- | -------------- | ----------- | ------------ | ------------ | -------- | -------- | ----- | ------- |
| IO 2008  | Pekin          | Trap        | 69           | 4. Q         | —        | —        | 86    | brąz    |
| IO 2012  | Londyn         | Trap        | 68           | 11.          | —        | —        | NQ    | NQ      |
| IO 2016  | Rio de Janeiro | Trap        | 68           | 5. Q         | 13       | 3. BM    | 13    | brąz    |